# تويوتا سنشري
تويوتا سنشري (بالإنجليزية: Toyota Century)‏ هي إحدى الطرازات الفارهة التي تنتجها شركة تويوتا للسيارات.
بدأ إنتاجها عام 1967م وجرى عليه عدة تعديلات طفيفة حتى تم إعادة تصميمه عام 1997م. سنشري تعني القرن أي 100 سنة ومن هنا اتى اسمها في الذكرى المئوية لميلاد ساكيشي تويودا والد كيشيرو تويودا مؤسس الشركة.
زود هذا الطراز بمحرك (V8) فقط منذا بدء إنتاجها عام 1967م حتى إعادة تصميمها عام 1997م حيث زودت بمحرك (V12) فريد خاص بطراز تويوتا سنشري. يتم إنتاجها بكميات محدودة وصناعة شبه يدوية كما أنها أول سيارة في العالم لديها مساج في مقاعدها.
يتم مقارنة تويوتا سنشري بأفخر طرازات العالم كرولز رويس، بنتلي ومايباخ. وزودت بمرآة رفرف التي تشتهر بها السيارات اليابانية.

## معرض صور

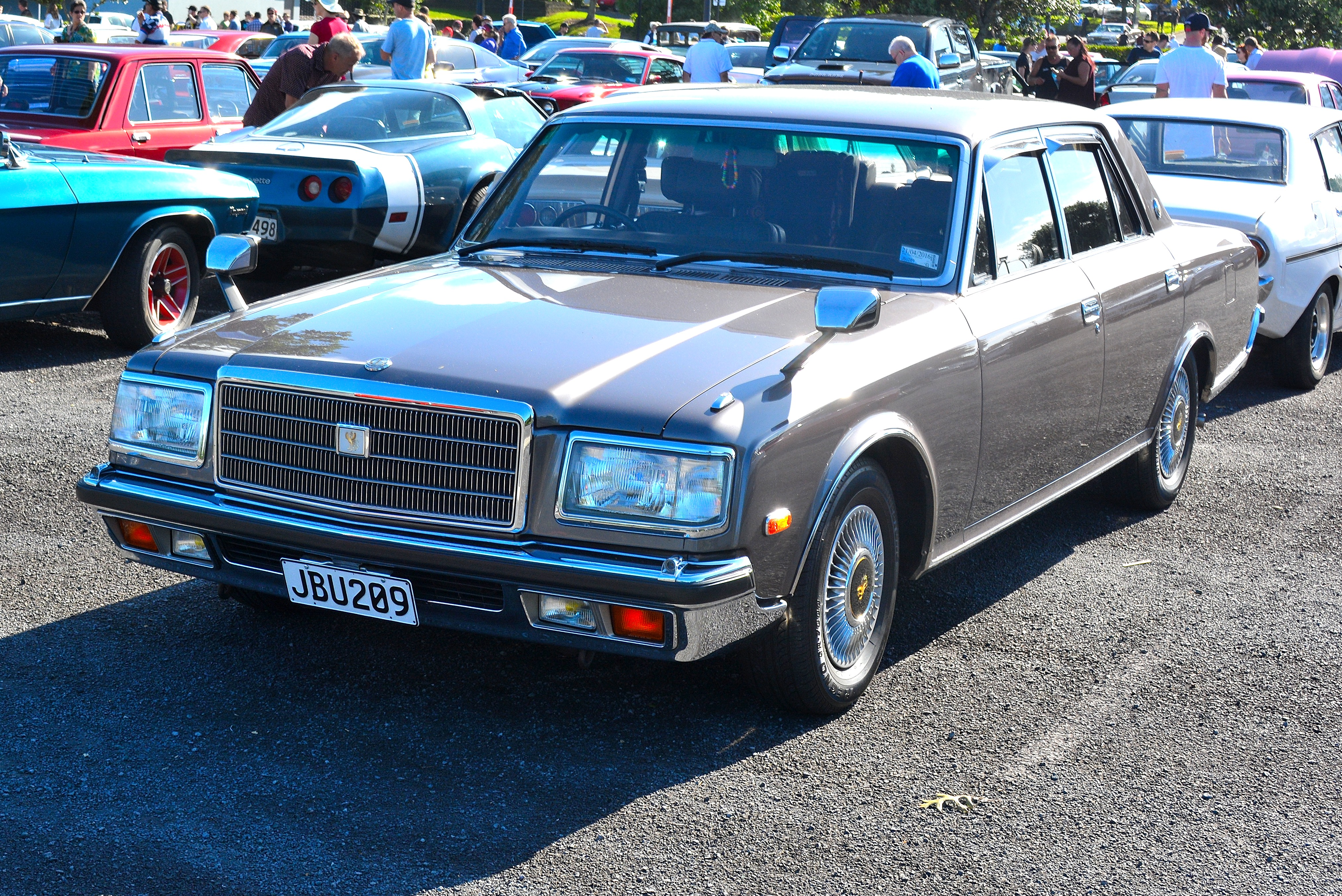
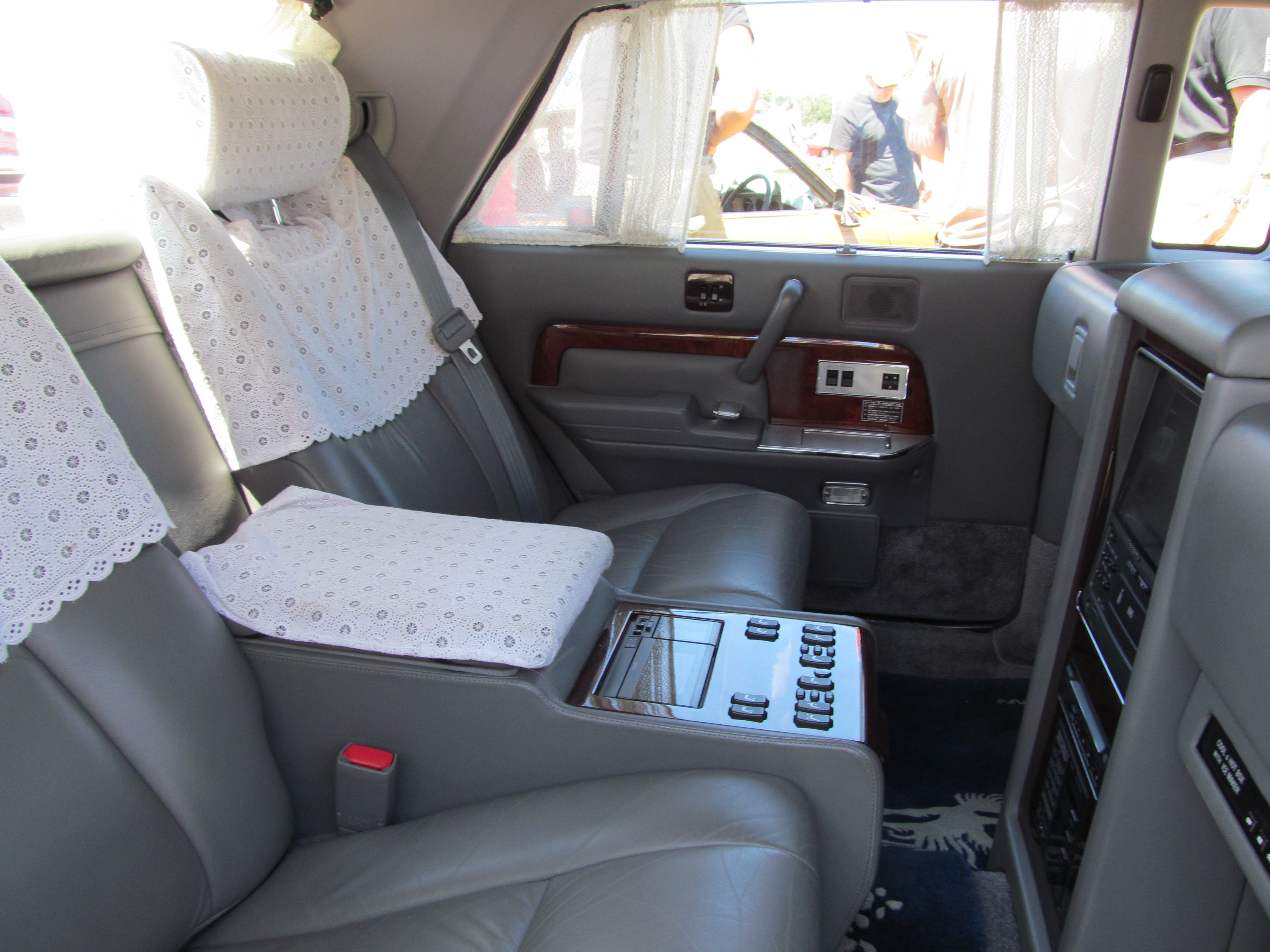
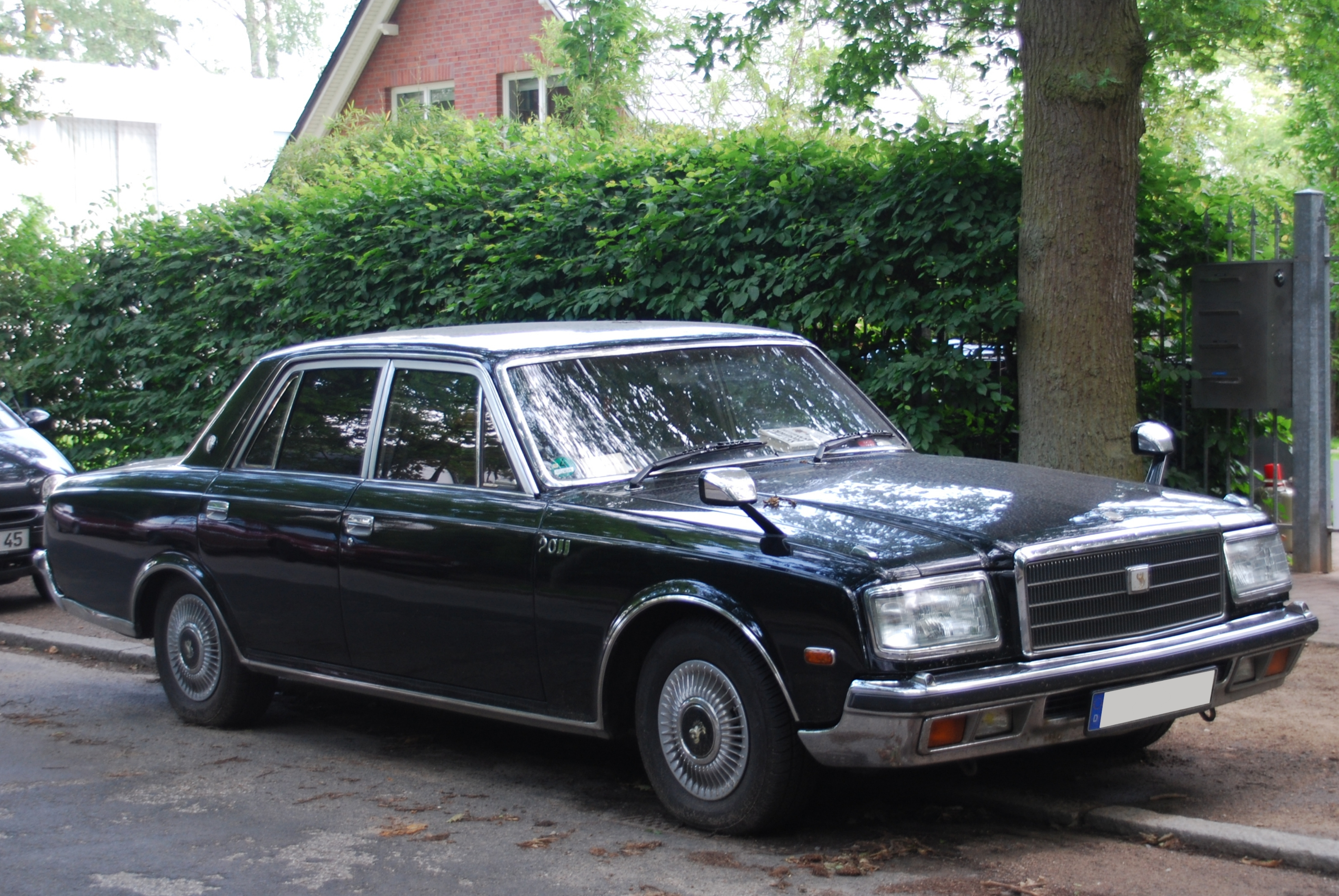